# Мария дьо Монпелие
Мария дьо Монпелие (ок. 1181/1182 – 18 април 1218 г.) е дама на Монпелие и кралица на Арагон – съпруга на арагонския крал Педро II.

## Произход и ранни години
Мария е единствено дете на Гийом VIII – сеньор на Монпелие, и на византийската принцеса Евдокия Комнина – племенница на император Мануил I. Съгласно предбрачния договор на родителите ѝ, първородното им дете, независимо какъв е полът му, трябвало да наследи Монпелие след смъртта на Гийом VIII. Въпреки това през 1187 г. бащата на Мария се развежда с майка ѝ и се жени за някоя Агнес – родственица на арагонския крал. Тя ражда на Гийом осем деца – шестима синове и две дъщери. Въпреки че Евдокия Комнина била изпратена в Аниенския манастир, където става бенедиктинска монахиня, вторият брак на Гийом VIII e обявен за недействителен, а всичките деца, родени от него, са обявени за незаконни, поради което Мария съхранява статута си на единствена наследница на Монпелие.
През 1192 г. Мария дьо Монпелие е омъжена за виконт Жифроа II Марсилски, известен с прозвището Барал, който умира същата година. През декември 1197 г. Мария дьо Монпелие е омъжена повторно – за графа на Коменж Бернар IV, и по настояване на мащехата ѝ Агнес тя се отказва от правата си върху Монпелие в полза на природения си брат Гийом – син на Агнес.
Мария дьо Монпелие ражда на Бернар IV две дъщери – Матилда и Петронила. Бракът обаче е анулиран през 1201 г., тъй като се оказва очевидно полигамен (по това време двете предишни съпруги на Бернар били още живи). След раздялата ѝ с Бернар Мария отново става наследница на Монпелие, но баща ѝ никога не я признава, обявявайки открито сина си Гийом за единствен свой наследник.
Гийом VIII умира през 1202 г. и властта в Монпелие преминава под контрола на полубрата на Мария – Гийом IX.

## Кралица на Арагон
На 15 юни 1204 г. Мария дьо Монпелие се омъжва за арагонския крал Педро II и благодарение на едно въстание срещу брат ѝ, тя е призната за дама на Монпелие.
От крал Педро II Арагонски Мария дьо Монпелие ражда две деца:
- Санча Арагонска (1205 – 1206)
- Хайме I Арагонски (р. 1208)

Скоро крал Педро II се опитва да се разведе с нея, надявайки се да се ожени за йерусалимската кралица Мария Монфератска и да присъедини Монпелие към владенията си. Остатъка от живота си Мария дьо Монпелие прекарва в упорита борба срещу тези политически кроежи на съпруга си. В крайна сметка папа Инокентий III заема страната на Мария дьо Монпелие и отказва да утвърди развода на арагонския крал.

## Смърт
Мария дьо Монпелие умира в Рим, на 21 януари 1213 г., на път за Арагон. Съпругът ѝ Педро II Арагонски е убит в битка няколко месеца по-късно – на 13 септември същата година. Единственото им дете – крал Хайме I Арагонски, наследява Арагон и Монпелие.